# ФК Башкими
ФК Башкими (алб. KF Bashkimi = јединство) је фудбалски клуб из Куманова у Северној Македонији, који се такмичи у Првој лиги Македоније. Име клуба на албанском значи јединство.

## Клупски успеси
- Куп Македоније

Освајач купа: 2004/05

## Башкими у европским такмичењима
| Сезона  | Такмичење | Ранг       | Земља               | Клуб               | Резултат |
| ------- | --------- | ---------- | ------------------- | ------------------ | -------- |
| 2005/06 | УЕФА куп  | 1 коло кв. | Босна и Херцеговина | Жепче Лиморад      | 3-0, 1-1 |
|         |           | 2 коло кв. | Израел              | Макаби Петах Тиква | 0-5, 0-6 |